# به‌دام‌افتاده
به‌دام‌افتاده (به انگلیسی: Hooked) با نام اصلی ماهیگیری تفننی (به رومانیایی: Pescuit sportiv) یک فیلم رومانیایی به کارگردانی آدریان سیتارو است که در سال ۲۰۰۸ منتشر شد. از بازیگران این فیلم می‌توان به ماریا دینولسکو اشاره کرد.
داستان فیلم دربارهٔ یک زوج رومانیایی است که با هم به پیک‌نیک می‌روند، اما با اتومبیل خود در مسیر یک جنگل در نزدیکی بخارست، یک دختر روسپی را زیر می‌گیرند. این واقعه، رابطه این زوج عاشق را تحت تأثیر قرار داده و آن را مورد راستی‌آزمایی قرار می‌دهد و نشان می‌دهد که انسان‌ها ظرف یک روز، تا چه حد ممکن است تغییر کنند.